# Leerausquelle
Koordinaten: 48° 44′ 42″ N, 10° 6′ 57″ O
Die Leerausquelle ist eine periodische Karstquelle in Königsbronn auf der Schwäbischen Alb in Baden-Württemberg.

## Beschreibung

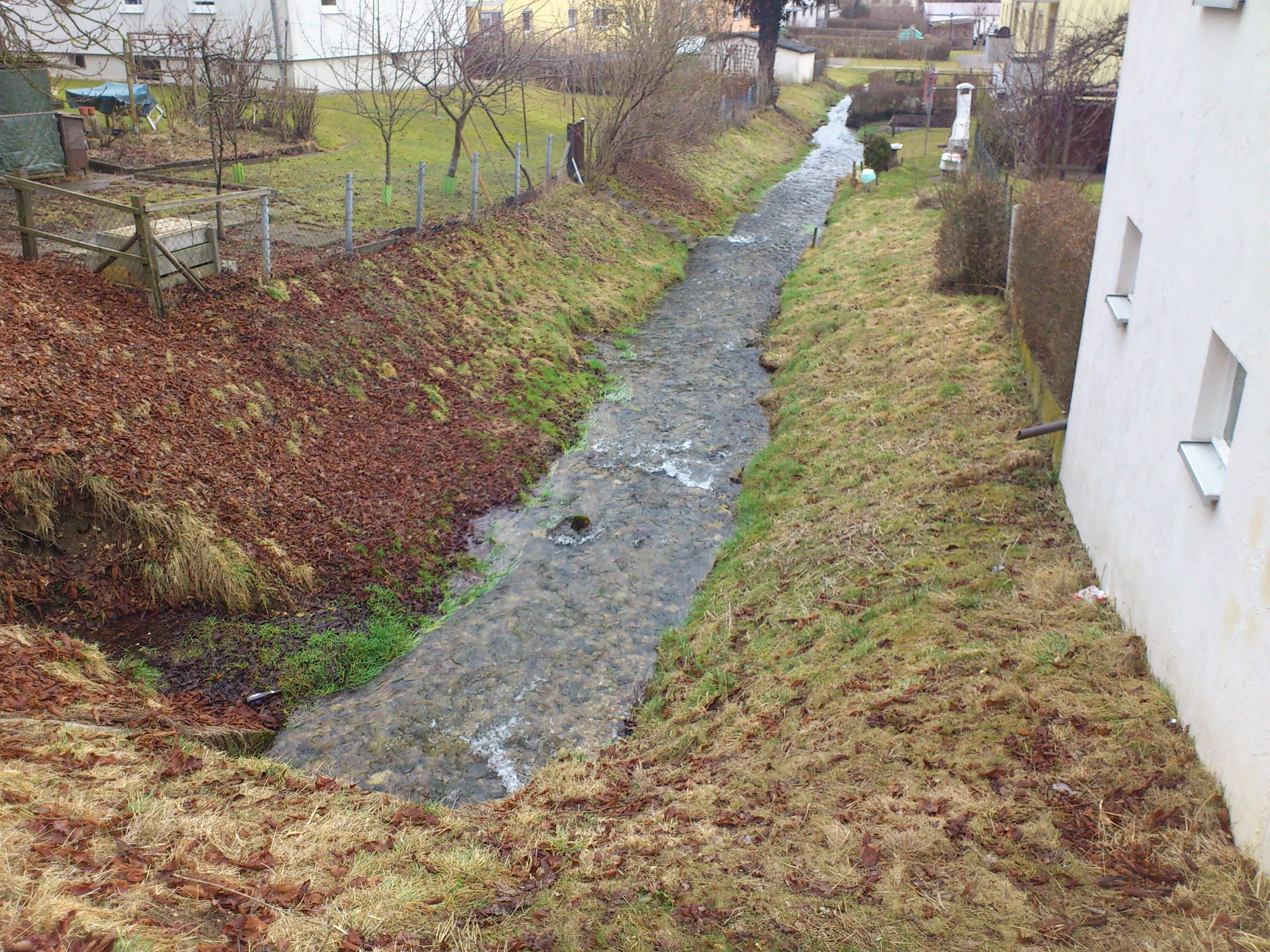
Der abfließende Bach

Die Leerausquelle liegt in einem nordöstlichen Wohngebiet von Königsbronn neben dem Gebäude Frauentalstraße 29 am Karstquellenweg. Sie ist ein Hungerbrunnen und der natürliche Überlauf der etwa 470 m südlich (Südsüdost) liegenden Pfefferquelle. Die Leerausquelle schüttet nur, wenn die Pfefferquelle wie etwa nach der Schneeschmelze stark schüttet.